# Зотиков, Евгений Алексеевич
Евгений Алексеевич Зотиков (1928 — 2008) — советский учёный и педагог в области иммуногематологии и трансфузиологии, доктор биологических наук, профессор, действительный член АМН СССР (1988; член-корреспондент с 1982). Один из основоположников советской и российской иммуногенетики и иммунологии тканевой несовместимости.

## Биография
Родился 25 декабря 1928 года в селе Деденево Дмитровского уезда Московской губернии.
С 1948 по 1953 год обучался на санитарно-гигиеническом факультете Первого Московского медицинского института. С 1953 по 1956 год обучался в аспирантуре Института экспериментальной биологии АМН СССР и с 1956 по 1960 год на научной работе в этом научном институте в качестве младшего научного сотрудника. Ученик академика П. Н. Косякова.
С 1961 по 2008 год на научно-исследовательской работе в Гематологическом научном центре АМН СССР — РАМН в должностях: с 1961 по 1977 и с 1989 по 2003 год — заведующий лаборатории иммуногематологии, с 1977 по 1989 год — заведующий отделом общей и клинической иммунологии, с 2003 по 2008 год — советник директора этого научного института.

### Научно-педагогическая деятельность и вклад в науку
Основная научно-педагогическая деятельность Е. А. Зотикова была связана с вопросами в области трансплантологии и иммунной проблематике в трансфузиологии, а так же исследований в области изучения антигенных маркеров клеток крови человека и выяснения особенностей иммунологических реакций у больных при аллогенной трансплантации костного мозга и кожи. В 1968 году  под руководством Е. А. Зотикова впервые в Советском Союзе было налажено и осуществлено HLA-типирование, для диагностики причин невынашивания беременности и бесплодия. Под его руководством было осуществлено открытие нового антигена гранулоцитов, и выявление его значения в возникновении посттрансфузионных реакций негемолитического типа и их профилактики.
В 1957 году защитил кандидатскую диссертацию по теме: «К вопросу об иммунологических факторах тканевой несовместимости», в 1966 году он защитил докторскую диссертацию по теме: «Иммунологические реакции при гомотрансплантации», в 1970 году ему было присвоено учёное звание профессор. В 1982 году он был избран член-корреспондентом, а в 1988 году — действительным членом АМН СССР. Под руководством Е. А. Зотикова было написано около двухсот научных работ, в том числе семи монографий.
Скончался 15 апреля 2008 года в Москве. Похоронен на Химкинском кладбище.